# Ернст фон Горстіг
Ернст Ріттер фон Горстіг, знаний д'Обіньї фон Енгельбруннер (нім. Ernst Ritter von Horstig genannt d'Aubigny von Engelbrunner; 22 травня 1893, Саарбрюкен — 7 червня 1969, Оффебах) — німецький офіцер, дипломований інженер (19 жовтня 1927), генерал-майор вермахту.

## Біографія
6 березня 1913 року вступив в Саксонську армію. Учасник Першої світової війни. Після демобілізації армії залишений в рейхсвері. З 1 лютого 1939 року — командир польового спорядження 10, з 25 вересня 1939 року — 256-го артилерійського полку, з  20 березня 1940 року — 102-го артилерійського командування. 20 вересня 1941 року відправлений в резерв ОКГ. З 1 листопада 1941 року — директор службового управління німецької військової економіки та спеціальний уповноважений управління озброєнь ОКГ при військовому аташе в Римі. З 1 березня 1944 року — директор службового управління озброєнь 10 в Італії. 2 травня 1945 року взятий в полон. В 1947 році звільнений.

## Звання
- Фанен-юнкер (6 березня 1913)
- Фанен-юнкер-унтерофіцер (13 серпня 1913)
- Фенріх (20 листопада 1913)
- Лейтенант (19 червня 1914)
- Оберлейтенант (16 вересня 1917)
- Гауптман (1 травня 1925)
- Майор запасу (1 жовтня 1932)
- Майор (1 лютого 1933)
- Оберстлейтенант (1 серпня 1935)
- Оберст (1 лютого 1938)
- Генерал-майор (1 березня 1942)

## Нагороди
- Залізний хрест
  - 2-го класу (10 жовтня 1914)
  - 1-го класу (21 лютого 1917)
- Нагрудний знак «За поранення» в чорному (27 грудня 1918)
- Почесний хрест ветерана війни з мечами (15 грудня 1934)
- Медаль «За вислугу років у Вермахті» 4-го, 3-го, 2-го і 1-го класу (25 років)
- Медаль «У пам'ять 13 березня 1938 року» (8 листопада 1938)
- Застібка до Залізного хреста
  - 2-го класу (травень 1940)
  - 1-го класу (серпень 1941)
- Хрест Воєнних заслуг 2-го класу з мечами (30 січня 1943)